# Time Pilot
Time Pilot ist ein Computer-Arcade-Spiel des japanischen Spielherstellers Konami aus dem Jahre 1982, das von Yoshiki Okamoto entwickelt wurde.

## Spielprinzip
Der Spieler übernimmt die Rolle eines Kampfpiloten in einem futuristischen Kampfflugzeug, mit dem er versucht, andere Kampfpiloten, die in verschiedenen Zeitaltern gefangen sind, zu befreien. Der Spieler muss dabei anderen feindlichen Flugzeugen entkommen und diese abschießen, bis es sich zum Schluss jedes Levels dem Hauptschiff stellen muss. Besonders erwähnenswert ist die Steuerung dieses Spiels. Das eigene Flugzeug befindet sich immer zentral in der Bildschirmmitte, durch Drehung scrollt lediglich der Hintergrund, wodurch der Eindruck einer ständigen Bewegung erzeugt wird.

## Portierungen
Wie viele Spiele aus dieser Zeit wurde auch Time Pilot für die Spielkonsolen und Heimcomputer portiert. Unter anderem wurde das Spiel für den Atari 2600 und die ColecoVision-Konsole im Jahre 1983 hergestellt. Auf dem Commodore 64 gibt es einen Klon namens „Space-Pilot“ aus dem Jahre 1984. Später wurde es auch für die PlayStation und den Game Boy Advance herausgebracht. Time Pilot wurde auch auf der Online-Plattform Xbox Live Arcade für die Xbox 360 im Jahre 2006 herausgebracht. Es gibt auch Versionen des Spiels für die Nutzung auf einem Mobiltelefon.